# Künstlerleben

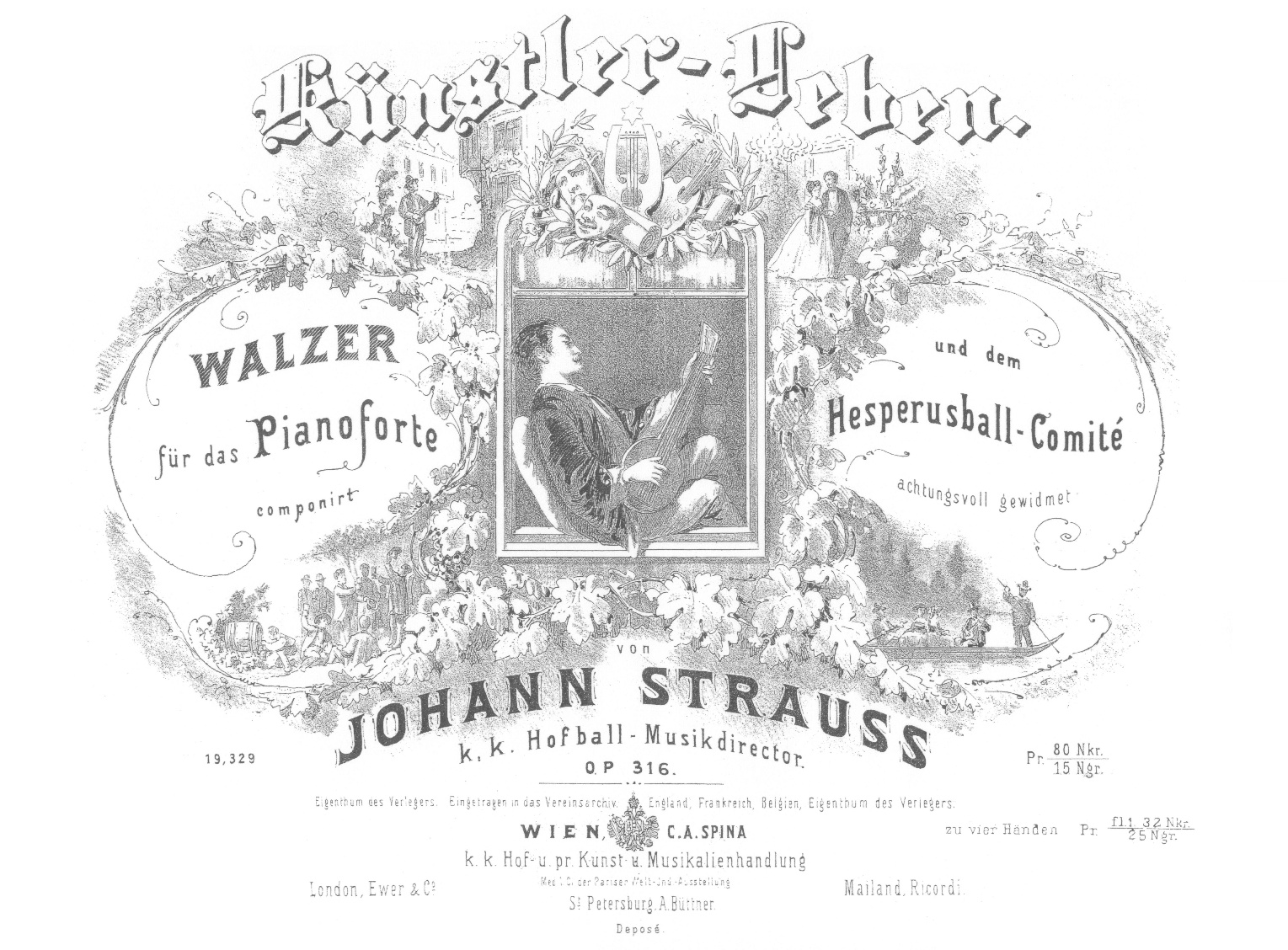
Framsidan till klaverutdraget av Künstlerleben.

Künstlerleben, op. 316, är en vals av Johann Strauss den yngre. Den spelades första gången den 18 februari 1867 i Dianabad-Saal i Wien. 

## Bakgrund
Efter Napoleonkrigen förenades de tyska staterna och Österrike 1815 i ett löst förbund med Österrike som den ledande makten. I april 1866 hade Preussen allierat sig med Italien mot Österrike och alla tre länderna mobiliserade sina arméer. Den 14 maj avmarscherade Österrikes trupper från Wien. I en spontan och patriotisk gest erbjöd Johann Strauss sitt hem "till inhysning av sårade officerare om så erfordas", och de tre bröderna Strauss skänkte intäkterna från sina konserter till "humanitära ändamål". Den 17 juni proklamerade kejsare Frans Josef I av Österrike att kriget hade brutit ut och trots att Österrike i början segrade över de italienska styrkorna till land i Custoza och till sjöss vid Lissa, led de norra styrkorna nederlag vid Königgrätz den 3 juli. Vid freden i Prag den 23 augusti 1866 tvingades Österrike avträda Venedig till Italien och Österrike uteslöts från det tyska förbundet för all framtid.

## Historia
Efter nederlaget ställdes många av Wiens stora baler och konserter in. De få nöjesevenemang som dock genomfördes genomsyrades av en viss matthet. Bröderna Strauss gjorde sitt bästa för att gjuta mod och livsglädje hos sina landsmän, och de lyckades över förväntan - inte minst Johann och Josef - genom att skapa en serie av mästerverk vilka gav wienarna glädjen tillbaka. Valsen Künstlerleben tillägnades konstnärsföreningen "Hesperus" och den uppfördes på deras karnevalsbal den 18 februari 1867 i Dianabad-Saal (endast tre dagar efter premiären av An der schönen blauen Donau). Valsen blev en stor framgång och när Strauss for till Paris i slutet av maj för att ge en serie konserter, skrev hans hustru Jetty ett brev (daterat 15 juni) till en vän i Wien om makens triumf: "Jean [Johann] spelar alla favoritstycken nu, och jag kan inte avgöra vilken som slår bäst... Den ena överträffar den andra.... De är helt enkelt galan i wienermusik".

## Om valsen
Speltiden är ca 9 minuter och 10 sekunder plus minus några sekunder beroende på dirigentens musikaliska tolkning.

## Weblänkar
- Künstlerleben i Naxos-utgåvan.